# Насиров Мурат Ісмаїлович
Мура́т Ісмаї́лович Наси́ров (13 грудня 1969, Алма-Ата — 19 січня 2007, Москва) — радянський, казахський і російський естрадний співак, автор пісень. За національністю — уйгур. Виконав такі пісенні хіти, як «Мальчик хочет в Тамбов», «Я — это ты», «Обманула», «Кто-то простит», «Эти лунные ночи» (в дуеті з Оленою Апіною).

## Біографія
Народився 13 грудня 1969 року в Алма-Аті в сім'ї уйгурів. Мати, Хатира Ніязовна Насирова (нар. 1937), працювала на фабриці пластмасових виробів; батько, Ісмаїл Суфі Насиров (1926—2003), працював таксистом і був поетом, напам'ять знав Коран, співав народні пісні і грав на різних уйгурських народних музичних інструментах. Мурат був наймолодшою дитиною в сім'ї, у нього були дві старші сестри (Фаріда і Маріта) і два старших брата (Наджат і Рішат).
Закінчив алма-атинську школу № 111, любив математику і фізику. Після школи відслужив в армії. Музикою почав займатися в Ашхабаді, в армії, в музичному колективі дивізії.

### Музична кар'єра
Після армії закінчив московське Гнесинське музичне училище по класу вокалу.
Здобув гран-прі конкурсу «Ялта-91» — продовжувача конкурсу «Юрмала», на якому виступив з піснями «Careless Whisper» з репертуару Джорджа Майкла і «Волшебник-недоучка» з репертуару Алли Пугачової, чим заслужив найвищу оцінку журі (Ігор Крутий, Володимир Матецький, Лайма Вайкуле, Яак Йоала, В'ячеслав Добринін, Ігор Корнелюк). У ролі переможця конкурсу виконав власну пісню «Ты одна». Ігор Крутий запропонував йому співпрацю, але Насиров відмовився.
На початку 1990-х виконав вступні пісні до російськомовних версій відомих диснеївських мультсеріалів «Чорний Плащ» і «Качині історії».
З Арманом Давлетяровим, його майбутнім продюсером, Насирова познайомив гітарист «А-Студіо» Баглан Садвакасов. У 1995 році Насиров показав свої записи студії «Союз». Голос співака сподобався продюсерам, і вони випустили сингл «Это лишь сон», пісня «Шаг» стала хітом радіоефіру. Але сингл, куди увійшли три пісні, погано продавався. Студія випустила його не на CD, а тільки на касетах.
Перший альбом був готовий, але, за спогадами Давлетярова, лейбл вважав, що йому не вистачало яскравого хіта. Поет Сергій Харін, написавши текст пісні «Хлопчик хоче в Тамбов» (російську версію «Tic Tic Tac» бразильської групи Carrapicho, хіта 1996 року), звернувся на студію «Союз», щоб знайти співака, який її виконає. Насиров заспівав її краще всіх, і, на його подив, саме ця пісня зробила його знаменитим. Незважаючи на цей факт, співака згодом дратувало, що пісня, не близька до його музичної стилістики, стала його візитною карткою і невід'ємною складовою концертних програм.
У 1997 році виходить перший альбом «Кто-то простит». На презентації в клубі «Метелиця» була присутня Алла Пугачова, яка, почувши раніше по радіо пісню «Кто-то простит», проявила інтерес до невідомого виконавця і згодом першою надала йому підтримку.
Насирова запрошували на концерти і показували по телебаченню. Він виступив на гала-концерті «Сюрприз для Алли Пугачової» у квітні 1997 року, де заспівав «Чарівника-недоучку». За свідченням Давлетьярова, Насиров з самого початку своєї кар'єри принципово виступав наживо, що призводило до скандалів з продюсером:
В 1996—1997 роках в концертному відділі студії «Союз» працював Олександр Іратов, продюсер і чоловік Альони Апіної, який запропонував Насирову співпрацю. Насиров і Альона Апіна разом гастролювали, вони співали свої пісні. Програма називалася «Електричка в Тамбов» за назвою пісень «Електричка» і «Хлопчик хоче в Тамбов». Потім з'явилася пісня «Місячні ночі» на музику пісні-переможця «Євробачення-1975» «Ding-a-dong» голландської групи Teach-In, яку Насиров заспівав дуетом з Оленою Апіної. Восени 1997 року з'явилася спільна програма «Місячні ночі», яку співаки виконали в ГЦКЗ «Росія» 1 і 2 квітня 1998 року. В репертуарі Насирова з'явилися нові пісні про кохання, найвідоміша — «Я — это ты, ты — это я». А потім він випустив альбом «Моя история».
У 1997 році він отримує премію «Золотий грамофон» за пісню «Мальчик хочет в Тамбов», 1998 — за «Я — это ты, ты — это я». Альбом «Моя історія» в 2014 році був включений журналом «Афіша» в список «30 кращих російських поп-альбомів».
У 2001 році випустив пісню "Альона", яка написана на основі пісні першого проекту гурту "Hi-Fi" "Orbita" "Funky nomads", яку написав для проекту композитор Павло Єсенін, який був раніше солістом "Орбіти", а в майбутньому композитором, засновником і продюсером "Hi-Fi"
У 2004 році закінчив роботу над уйгурським альбомом «Қалдим Ялғуз» («Залишився один»). Весь матеріал для диска він написав сам. В студії Насиров грав майже на всіх використаних в альбомі інструментах.
«Скелелазка і Останній з Сьомої колиски» (2007) — одна з останніх робіт Мурата Насирова. Пісня записана за участю Російського Державного симфонічного оркестру кінематографії.

### Смерть
Помер на 38-му році життя в ніч проти 20 січня 2007 року на вулиці Вучетича — упав з балкона своєї московської квартири на 5-му поверсі. Причини події залишилися невідомі. Журналісти не раз писали, що Насиров уживав наркотики, але розтин тіла, зроблений в Боткінській лікарні, не виявив слідів ніяких сильнодіючих речовин. За офіційною версією, це було самогубство в стані депресії: це ж підтвердила і дочка, яка була свідком події. У газетних статтях також розглядалася версія про падіння внаслідок необережного вибору ракурсу для фотографування (за даними слідства, при падінні при ньому був фотоапарат, а в руках він тримав православну ікону).
22 січня 2007 року похований на кладовищі в Алма-Аті «Зоря Сходу», поруч з батьком.
Відомо, що за день до загибелі він заявив про швидке весілля зі своєю цивільною дружиною і про те, що збирається випустити новий альбом, який вийшов через 9 років після його смерті, в 2016 році, і був названий «2006».

## Нагороди
- 1991 — володар гран-прі 6-го Всесоюзного телевізійного конкурсу молодих виконавців радянської естрадної пісні «Ялта-91»
- Лауреат премії «Золотий грамофон» за пісні:
  -     - 1997 — «Мальчик хочет в Тамбов»
    - 1998 — «Я — это ты, ты — это я»

## Дискографія
Сингли
- 1995 — «Шаг…»
- 2006 — «Последняя зима»

Студійні альбоми
- 1997 — Кто-то простит
- 1998 — Моя история
- 2000 — Всё это было не со мной
- 2002 — Разбуди меня
- 2004 — Kaldim Yalguz — Остался один
- 2016 — 2006

## Відеографія
- «Мальчик хочет в Тамбов» — 1997
- «Кто-то простит» [Архівовано 2 квітня 2020 у Wayback Machine.] — 1997
- «Я это ты» — 1998
- «Лунные ночи» — 1998
- «Моя история» — 1998
- «Южная ночь» [Архівовано 7 січня 2020 у Wayback Machine.] — 1998
- «Isn't Joke…It's a Joy!» — 1999
- «Дай мне знать» — 2000
- «Ловила на губы» [Архівовано 18 липня 2020 у Wayback Machine.] — 2000
- «Девственница» — 2001
- «Ева» — 2002
- «Кусочки льда» — 2002
- «Обманула» — 2006
- «Moscow summer Nights» — 2006

## Фільмографія
- 1998 — Військово-польовий романс (телефільм)
- 2009 — Казки піску

## Вступні пісні до диснеївських мультсеріалів
- 1993 — «Чорний Плащ»
- 1993 — «Нові пригоди Вінні-Пуха» (спільно з групою «Вокал-Бенд»)
- 1994 — «Качині історії»[13]

## Родина
Дружина — Наталія Бойко (нар. 1973), співачка (псевдонім Селена); в 1999 році поєдналися шлюбом за уйгурською традицією, в РАЦСі стосунки не оформляли, хоча й планували зробити це в березні 2007 року, про що Насиров говорив незадовго до смерті. Дочка — Лія Насирова (нар. 21.03.1996), син — Аким Насиров (нар. 23.10.2000).